# Wojtek
Wojtek (1942–1963) var en brunbjörn som hittades i Iran och adopterades av polska soldater under andra världskriget. Under slaget om Monte Cassino hjälpte han till att förflytta ammunition. 

## Bakgrund
1942 hittade en pojke en björnunge, vars mor hade blivit skjuten, i närheten av Hamadan i Iran. Historien går isär ifall pojken sålde björnen till en ung polsk flykting som i sin tur senare donerade den till den polska armén eller ifall det var polska soldater från det 22:a artilleri kompaniet som köpte björnen direkt av pojken innan de förflyttades vidare mot Palestina. 
Trots att källorna skiljer sig mellan exakt hur Wojtek hamnade hos det 22:a artillerikompaniet ackompanjerade han dem som kompani maskot i Egypten. Den äldsta tjänstgörande soldaten i kompanien, Piotr Prendysz blev utsedd till björnens förmyndare. Det var även under tiden i Egypten som björnen fick namnet Wojtek som översätts till "Glad krigare" 
Björnen hade till en början svårigheter att svälja och matades därför med kondenserad mjölk. Födan bestod därefter av frukt, marmelad, honung och sirap. Wojtek började även anamma ett flertal av sina soldatkamraters beteenden. Han belönades ofta med öl som blev hans favoritdryck, och uppskattade att röka och äta cigaretter som soldaterna gav honom. Han tyckte också om att brottas och lärde sig göra honnör. 
Wojtek blev en behållning hos både soldater och civila och blev en maskot bland enheterna som var stationerade i området. Tillsammans med sitt kompani tjänstgjorde han i Irak, Syrien, Palestina Egypten och Italien där han gjorde sina mest kända insatser vid slaget om Monte Cassino.

## Menige Wojtek

Emblemet för 22:a transportkompaniet

Wojtek tog plats som menig i den polska armén och värvades i 22:a artilleritillförselskompaniet i samband med att kompaniet blev förflyttat till Italien för att delta i den allierade invasionen. Då lastutrymmet var begränsat på frakt samt landstigningsfartygen var inga husdjur tillåtna. Därav skrevs Wojtek in som menig i den brittiska armén i de polska förbanden för att tillåtas ombordstigning. 
Som en följd av Wojteks popularitet och för hans insatser i slaget om Monte Cassino, godkändes ett officiellt emblem för kompaniet (som då bytt namn till 22:a transportkompaniet) föreställande en björn bärandes en granat. 

## Efter kriget
Efter krigsslutet 1945 transporterades Wojtek till Berwickshire i Skottland. Han blev där omtyckt både bland allmänheten och den lokala pressen. 1947 gavs Wojtek till Edinburgh Zoo och fick där besök av polska tidigare soldater. Han tillbringade resten av sin tid i djurparken och dog i december 1963.     
Björnen har en bronsstaty i Jordanparken i Kraków sedan maj 2014. I september 2013 beslutade Edinburgh att en bronsstaty av Wojtek ska uppföras i en av stadens parker.

## Galleri

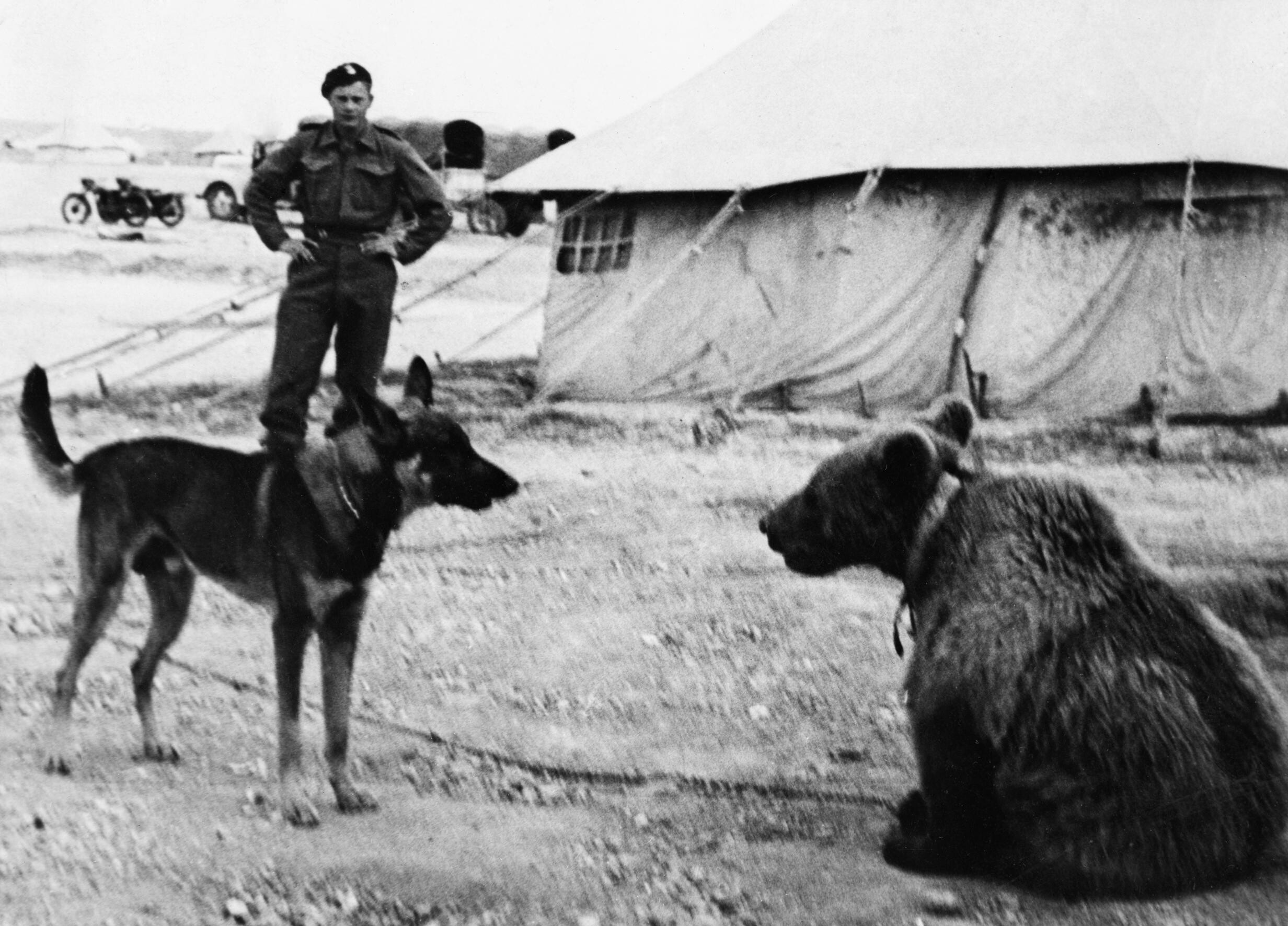
En hund iakttar Wojtek
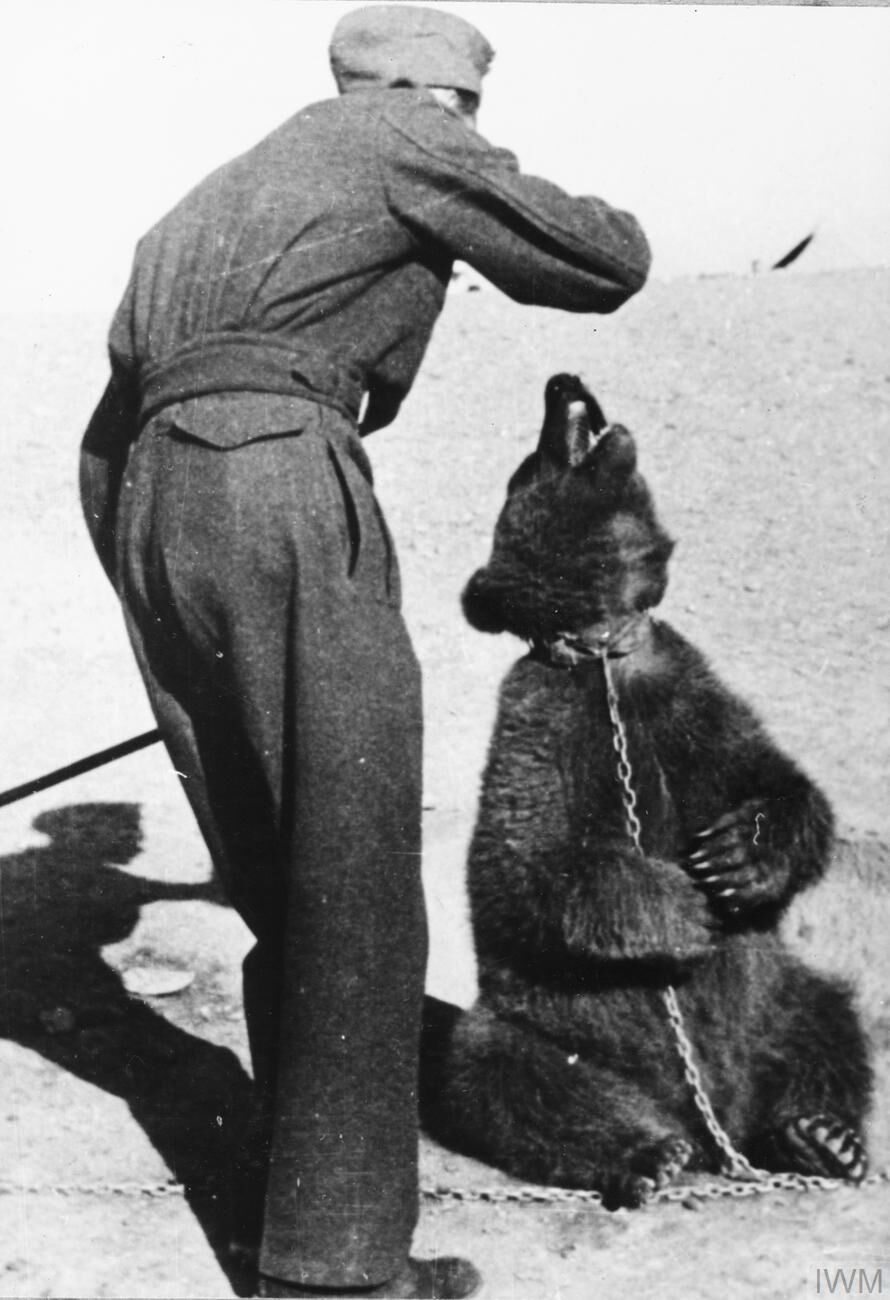
En polsk soldat med Wojtek i Iran
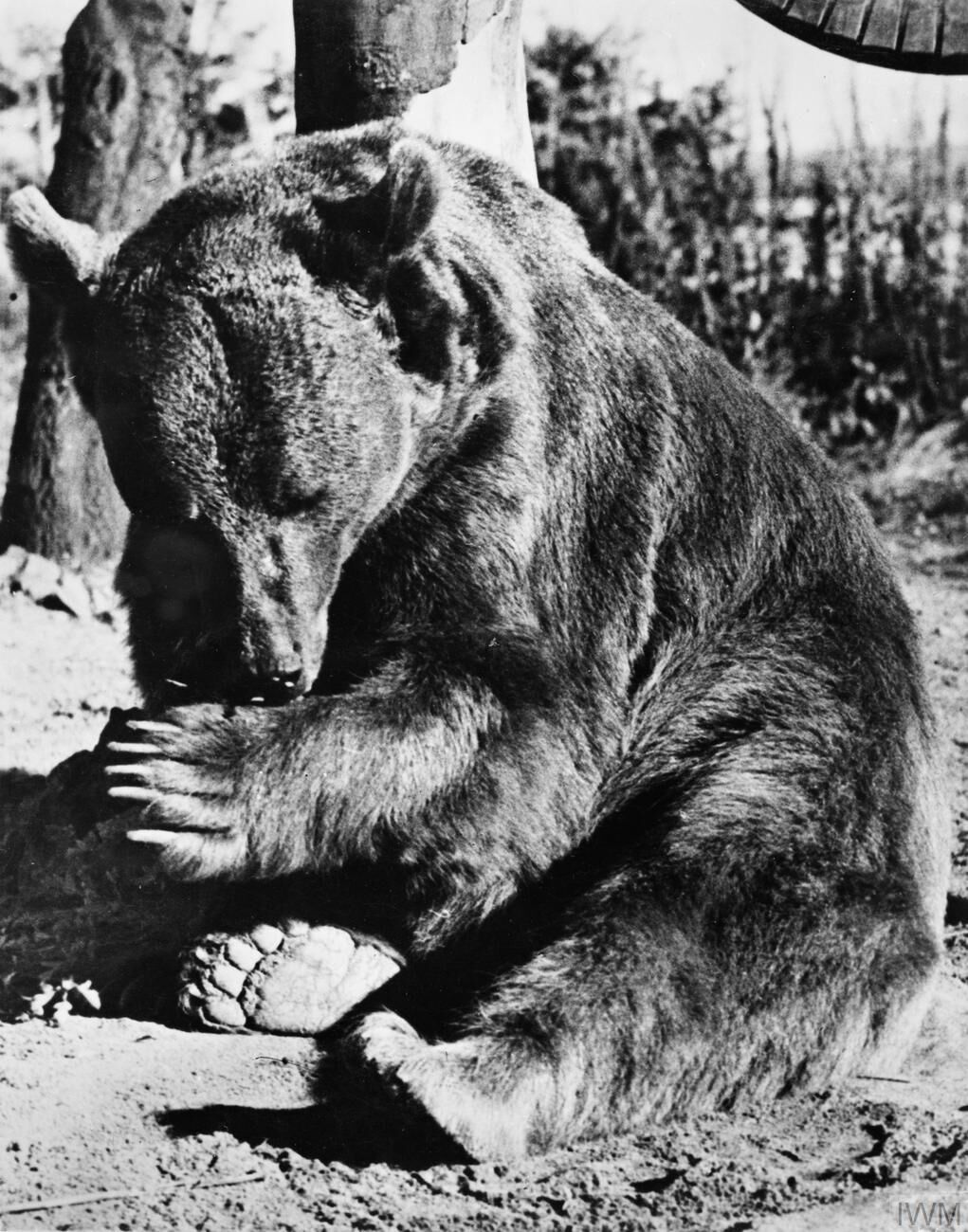
Wojtek efter kriget i Berwickshire i Skottland
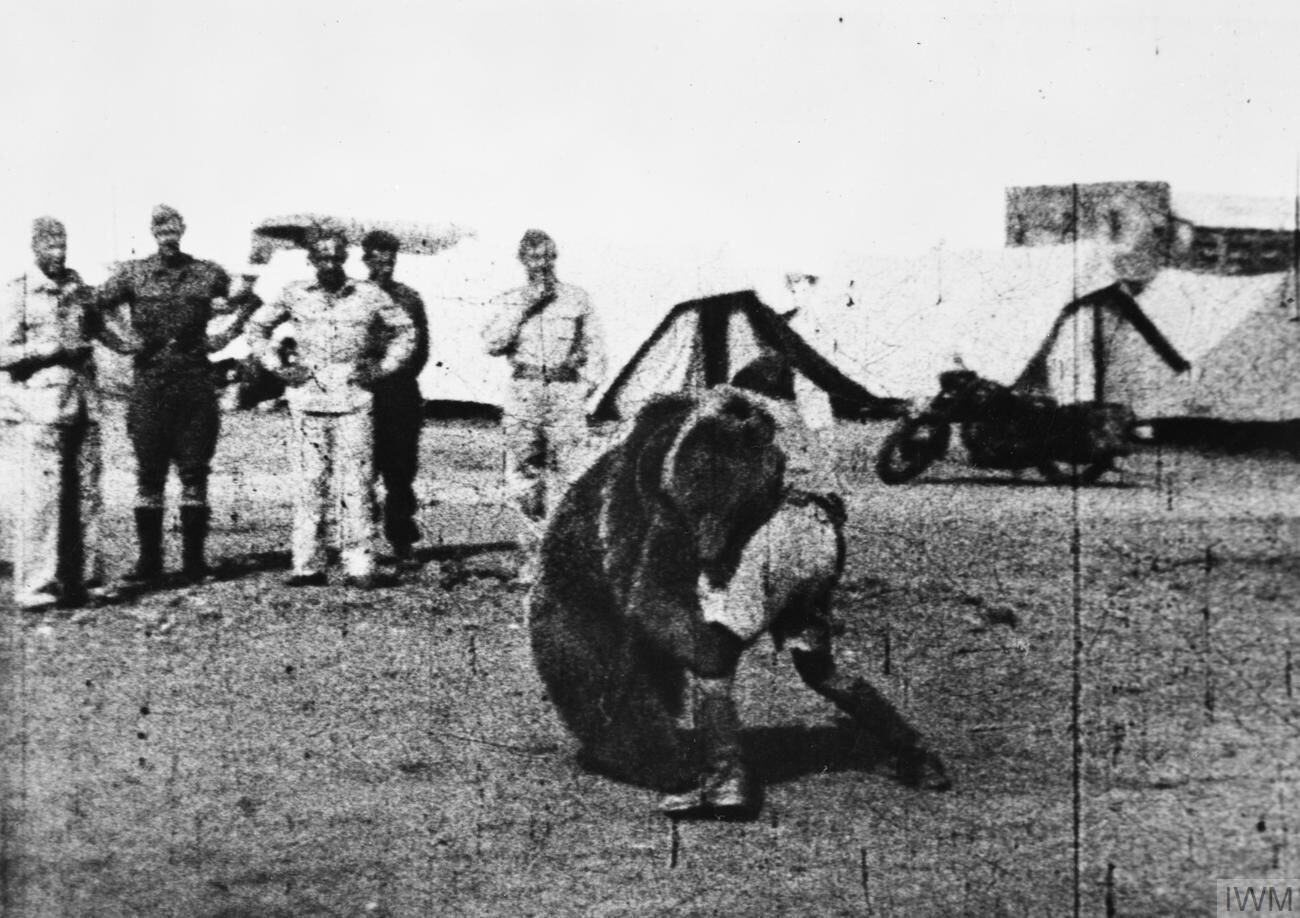
En soldat brottas med Wojtek